# Lago en el cielo
«Lago en el cielo» es una canción y sencillo del cantautor argentino Gustavo Cerati, lanzada en su cuarto álbum de estudio titulado Ahí vamos editado el 4 de abril de 2006. En 2008 fue lanzada como cuarto sencillo del álbum junto a un video musical. Es considerada por muchos fanáticos y críticos como una de las mejores composiciones del músico, así como una de las más conocidas canciones. El mismo Cerati consideraba que esta canción es la "perlita" del disco Ahí vamos.
«Lago en el cielo» fue, además, la última canción que Gustavo Cerati interpretó en vivo durante su carrera el 15 de mayo de 2010 en Caracas, minutos antes de sufrir el accidente cerebrovascular que lo mantuvo en estado de coma por más de cuatro años, hasta el día de su fallecimiento el 4 de septiembre de 2014.

## Video musical
Después de varios meses de Sodamanía, Gustavo Cerati vuelve a sus tareas solistas y continúa exprimiendo cortes del exitoso álbum de estudio Ahí vamos. El video musical de «Lago en el cielo», para el que el músico había organizado un concurso que comenzó en junio de 2007. El trabajo de 34 fanes, de los 400 que participaron, se puede ver en pequeños fragmentos del video elegidos por Andy Fogwill y el ex Soda. Barquitos de papel voladores, dibujos infantiles y gaviotas sobrevolando la costa son algunas de las imágenes que aparecen en una secuencia iniciada por Cerati frente a su computadora laptop.

## Música
«Lago en el cielo» es una de las baladas del álbum, y es una canción muy melódica y alejada del estilo roquero del disco, aunque sigue utilizando varias guitarras eléctricas en ella.